# Pixelfed
Pixelfed è un servizio di social network di condivisione di immagini gratuito e open source. La piattaforma utilizza un'architettura decentralizzata che è più o meno paragonabile ai provider di posta elettronica, il che significa che i dati degli utenti non vengono archiviati su un server centrale. Pixelfed utilizza il protocollo ActivityPub, consentendo agli utenti di interagire con altri social network all'interno del protocollo, come Mastodon, PeerTube e Friendica. Pixelfed e altre piattaforme che utilizzano questo protocollo sono considerate parte del fediverso.
Molto simile a Mastodon, Pixelfed implementa feed cronologici senza algoritmi di manipolazione dei contenuti. Si propone inoltre di essere incentrato sulla privacy senza analisi o tracciamento da parte di aziende terze. Pixelfed raggruppa facoltativamente le foto tramite hashtag, geo-tagging e Mi piace in base a ciascun server. Permette inoltre di distinguere il pubblico in tre modi, post per post: solo follower, pubblico e non elencato. Come molte altre piattaforme social, Pixelfed consente di bloccare gli account, ma i follower devono essere preventivamente approvati dal proprietario.

## Caratteristiche
Pixelfed ha funzionalità di condivisione di foto simili a Instagram ed è considerata un'alternativa "etica" a Instagram. Gli utenti possono pubblicare foto, storie e raccolte su istanze Pixelfed interconnesse attraverso il protocollo ActivityPub. I post pubblicati nella stessa istanza di Pixelfed dell'utente appariranno nel Feed locale, mentre i post provenienti da altre istanze del Fediverso saranno disponibili nel Feed globale. Nel Feed Home, invece, verranno mostrati i post degli utenti seguiti. La pagina di scoperta mostra le immagini che potrebbero interessare agli utenti.
Ogni post consente di allegare al massimo 10 foto o video. Pixelfed condivide anche alcune delle caratteristiche di Mastodon, tra cui l'enfasi sui feed di scoperta e sugli avvisi sui contenuti potenzialmente sensibili. 
Le app ufficiali per Android e iOS sono state rese disponibili, a partire da gennaio 2025, in versione beta pubblica.

## Sicurezza
Pixelfed supporta l'autenticazione a due fattori TOTP tramite la quale è possibile rendere più sicuro il proprio account.

## Accoglienza
NLnet ha sostenuto nel 2020 che gli strumenti e le funzionalità di Pixelfed la rendono un'alternativa "più appetibile e più etica" rispetto ad Instagram.
Nel dicembre 2022, John Voorhees ha recensito dettagliatamente l'applicazione Pixelfed su iOS e ha affermato che "Pixelfed è una sorta di versione decentralizzata di Instagram che adotta il protocollo ActivityPub".
Nel febbraio 2023, in un'analisi dettagliata sulla possibilità di abbandonare Facebook, Twitter e Instagram per il fediverso, Andrew C. Oliver, editorialista di InfoWorld, ha scritto: " Mastodon e Pixelfed sembrano più sicuri delle loro controparti non federate" e ha affermato che Pixelfed è la risposta del fediverso a Instagram. Oliver ha anche detto che è ancora presto "nel Pixelfediverse", i contenuti sono più scarsi, ma sono più interessanti o almeno non manipolativi. Charlie Sorrel di Lifewire ha detto che Pixelfed mostra la flessibilità di Mastodon e ha il potenziale per essere molto meglio di Twitter grazie ad ActivityPub.
L'utilizzo di Pixelfed è stato discusso in libri e atti di conferenze.
Nel gennaio 2025, 404 Media ha riferito che Meta stava bloccando tutti i post su Facebook contenenti link a Pixelfed.